# Sportfotografie

Ein Sportfotograf mit typischem Supertele, einem lichtstarken Teleobjektiv sehr großer Brennweite, bei einem Fußballspiel.

Unter Sportfotografie versteht man neben dem Ablichten sportlicher Ereignisse vor allem das Fotografieren schnell bewegter Objekte, auch wenn das nicht immer mit Sport zu tun haben muss. Andererseits ist das Fotografieren eines sportlichen Ereignisses manchmal in andere Genres einzuordnen (Bilder von einem Schachturnier sind wohl eher als Porträtfotos anzusehen).

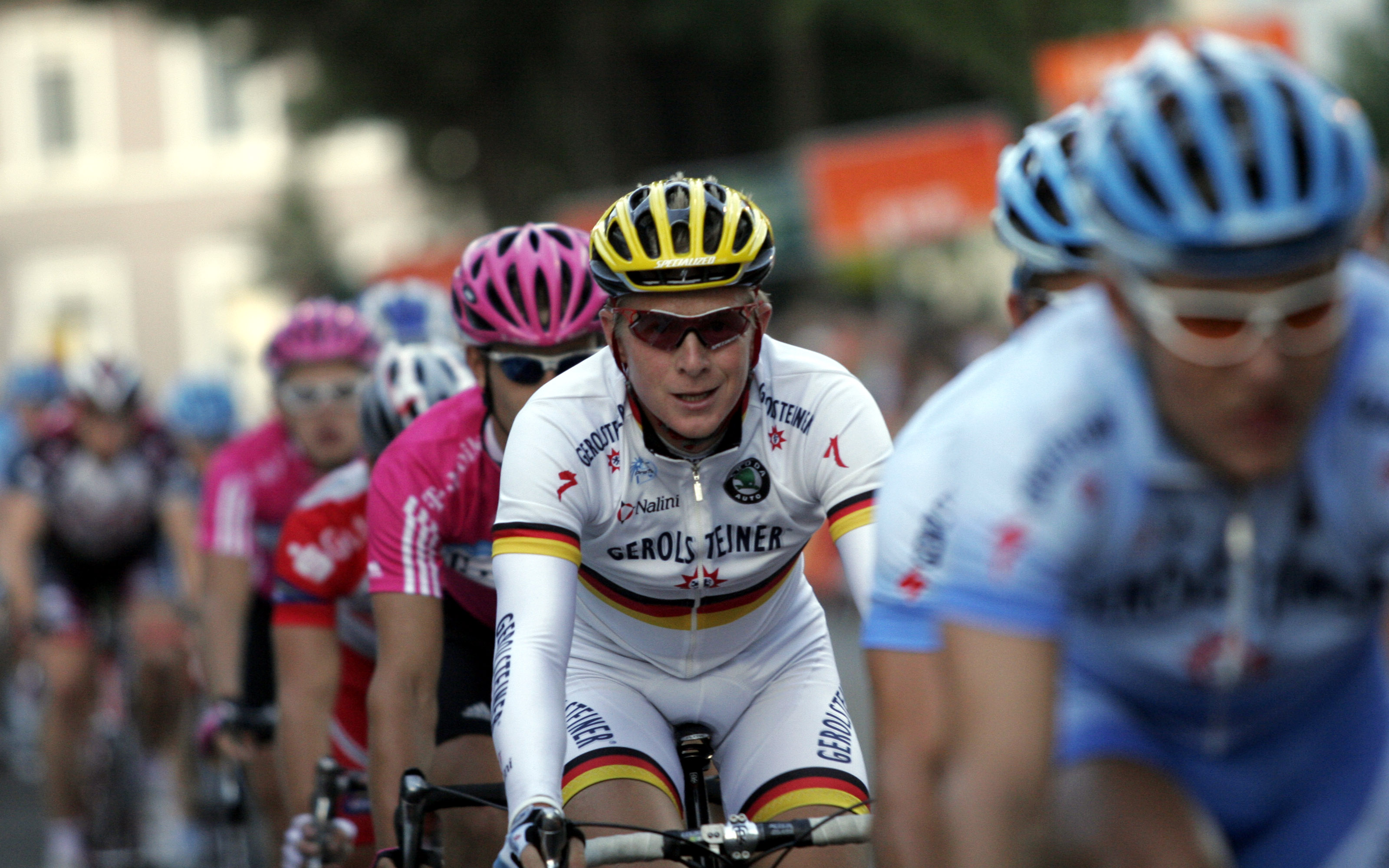
Aufnahme mit Teleobjektiv und geringer Schärfentiefe zum Freistellen des Sportlers (hier Fabian Wegmann)

Sportfotos sind oftmals Großaufnahmen, die mit starken Teleobjektiven gemacht wurden. Die Bilder haben eine sehr geringe Schärfentiefe, wodurch sie anders aussehen als ein Mensch dieselbe Szene mit seinen Augen wahrnimmt. Das totale Verschwimmen des Hintergrundes macht den Vordergrund bzw. den Sportler bildbestimmend, weshalb Sportfotos oft spektakulär wirken.

## Bedeutung der Dynamik der Sportobjekte

### Schnelle Bewegungen

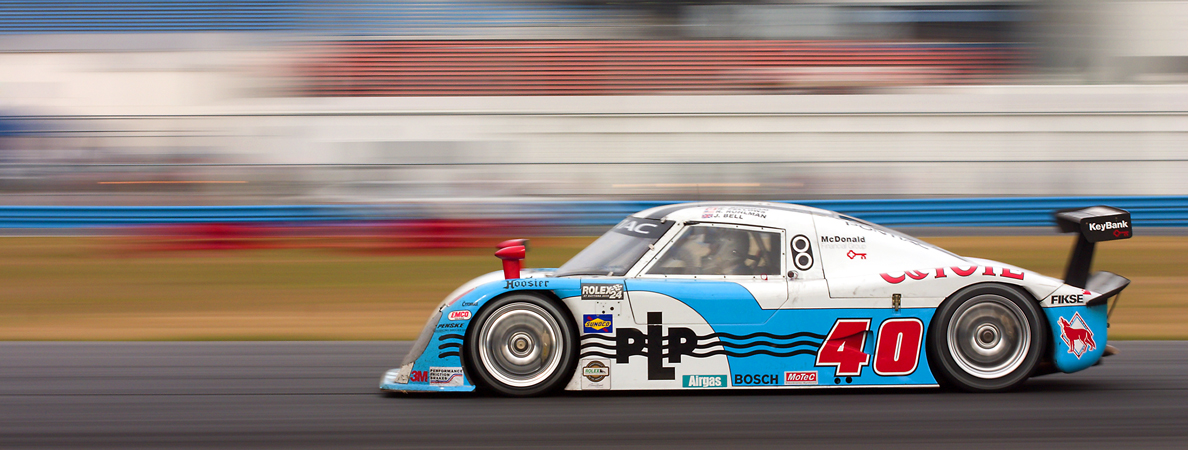
Mitzieh-Beispiel eines Rennwagens

Es kommen oft Teleobjektive mit Brennweiten vom vierfachen bis zum zwölffachen der Normalbrennweite zum Einsatz. Lange Brennweiten erfordern wegen der geringen Bildwinkel Objektive mit hoher Lichtstärke, die groß, aufwendig konstruiert und teuer sind. Meist kosten die in der Sportfotografie verwendeten Objektive ein Mehrfaches des Kameragehäuses.
Außerdem wird – zumindest bei Feldsportarten und beim Hallensport – mit Bildsensoren hoher Lichtempfindlichkeit gearbeitet. Hierzu werden in der Regel entsprechend ausgestattete Digitalkameras verwendet, die trotz hoher Lichtempfindlichkeit nur geringes Bildrauschen zeigen und dennoch automatisch und schnell die Entfernung einstellen können.

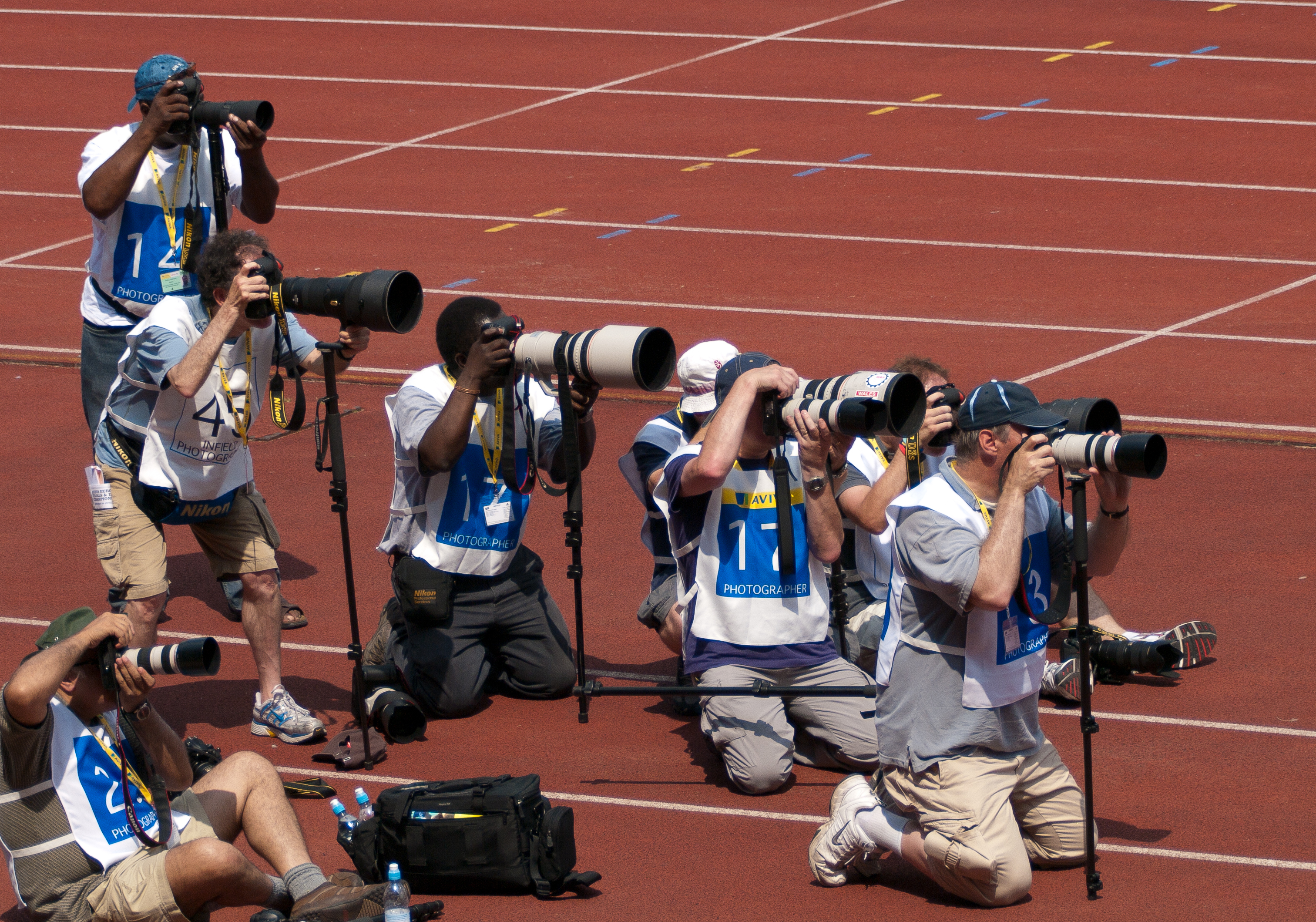
Profi-Fotografen bei einer Leichtathletikveranstaltung. Vom Veranstalter zugewiesene Fotobereiche und die Wahl einer günstigen Perspektive führen oft dazu, dass akkreditierte Fotografen um fast identische Bilder konkurrieren müssen.

Die Kamera wird beim Fotografieren häufig mitgezogen; man verfolgt beispielsweise bei Ballsportarten das Geschehen um den Ball. Das macht diese Art der Fotoaufnahmen körperlich sehr anstrengend, weswegen manche Fotografen gerne mit Einbeinstativen arbeiten. Durch die Entwicklung von leistungsfähigen, kompakten digitalen Kamerasystemen mit entsprechend leichten und kleinen Teleobjektiven wird diese Tätigkeit deutlich erleichtert.
Sportarten wie Wasserspringen oder Turnen zeichnen sich durch extrem schnelle Bewegungen aus und finden häufig in Hallen mit sehr ungünstigen Lichtverhältnissen statt. Der Fotograf muss seine Bilder vorher planen, ahnen, an welchen Orten das Geschehen zu sehen ist, und dann den richtigen Auslösemoment im Bruchteil einer Sekunde finden. Häufig werden hierbei Serienbildaufnahmen gemacht. Moderne Kameras können innerhalb von zwei Sekunden bei einer Bildauflösung von acht Megapixel (Ultra High Definition Television (UHD)) 60 Bilder aufnehmen. Bei Bedarf werden hierbei auch Bilder gespeichert, die bereits vor dem Betätigen des Auslösers in der Kamera kontinuierlich registriert wurden (englisch: pre-burst). Auch hier kommen Teleobjektive zum Einsatz, da eine unmittelbare Nähe zum Sportler während der Wettkämpfe nicht möglich ist. Aufgrund der erforderlichen hohen ISO-Einstellungen mit sehr hoher Lichtempfindlichkeit (bis ISO 6400 und darüber) weisen diese Bilder ein höheres Bildrauschen als bei Tageslichtaufnahmen auf.

### Langsame Bewegung
Bei Sportarten, die entweder weniger schnell als Formel-1-Rennen bzw. weniger weit entfernt als Fußball sind (z. B. Springreiten), kann man durchaus mit handelsüblichen SLR- und Sucherkameras ansprechende Bilder machen. Die Verwendung o. g. Sport-Automatik führt u. U. zu recht brauchbaren Bildern.

## Genre der Berufsfotografen

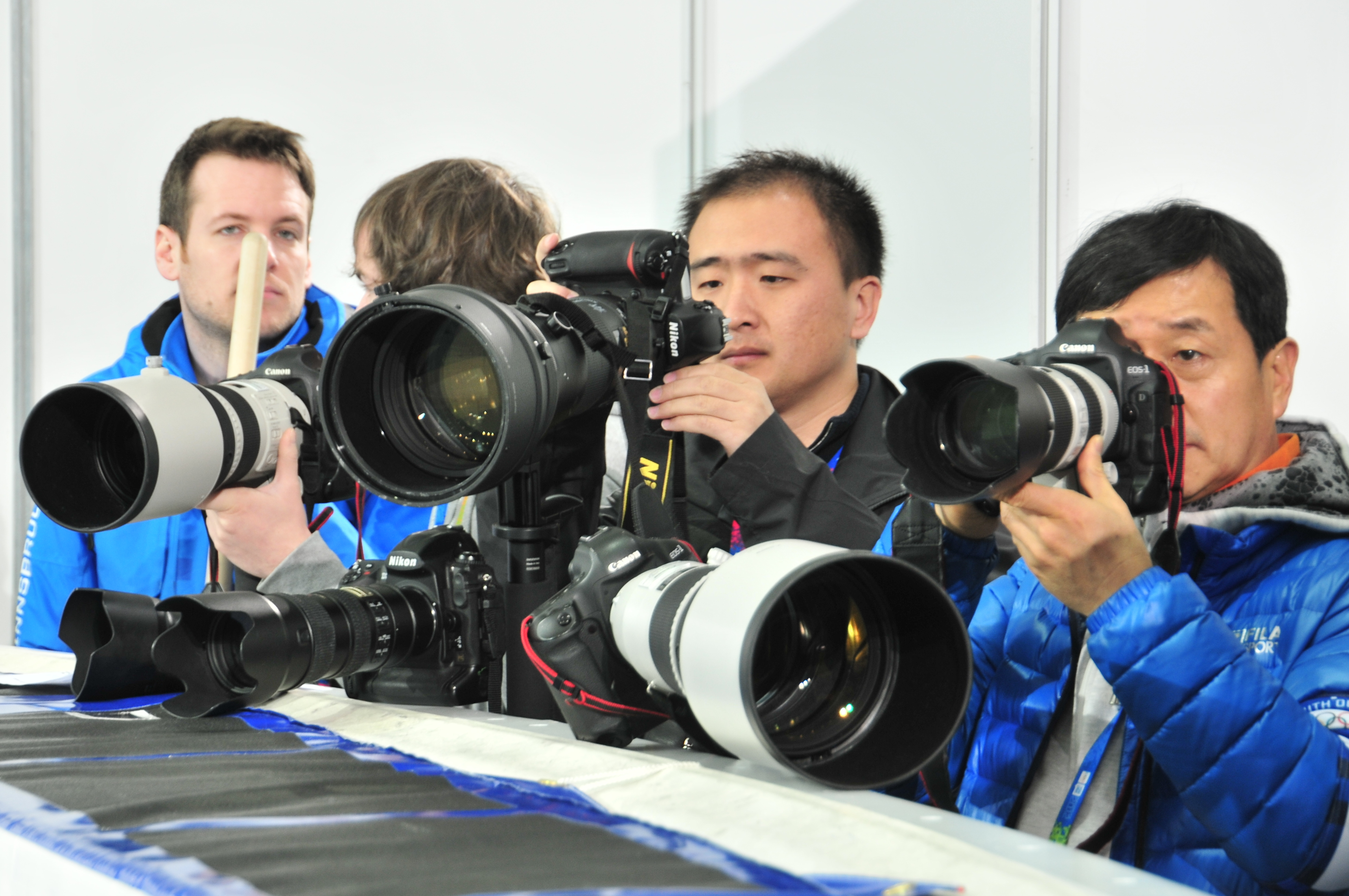
Gruppe von Profi-Sportfotografen bei den ersten Olympischen Jugend-Winterspielen (2012) in Innsbruck.

Sportfotos, wie man sie aus den Medien kennt, bleiben professionellen Fotografen mit hochwertiger Ausrüstung und vor allem Erfahrung vorbehalten. Es kommt hinzu, dass Fotografen bei Großveranstaltungen des Sports nur durch eine Akkreditierung günstige Kamerastandpunkte zugewiesen bekommen. 

## Technik

### Kameraeinstellungen

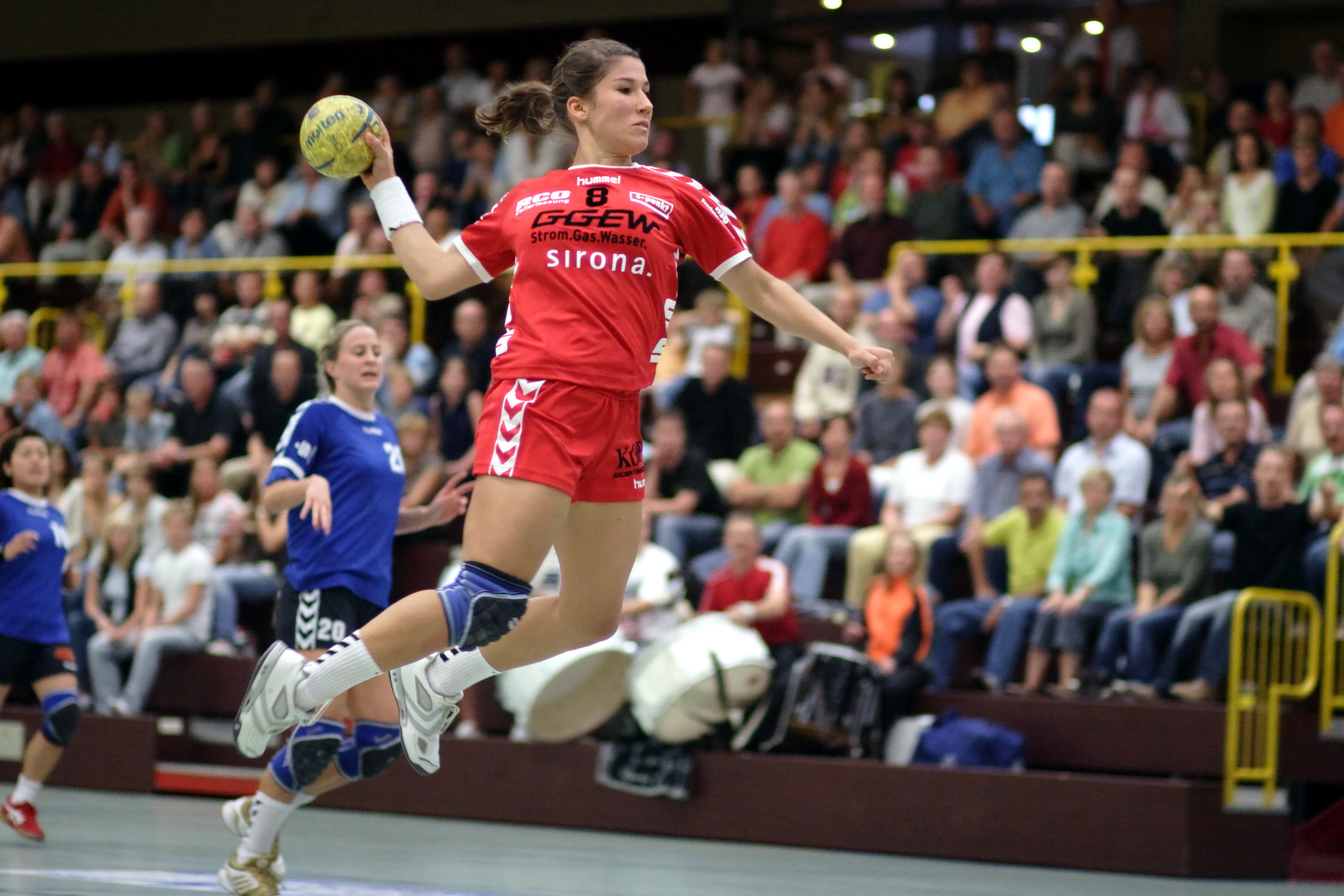
Foto aus einem Bundesliga-Handballspiel der Frauen

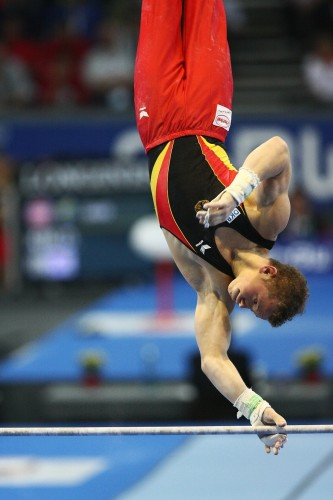
Fabian Hambüchen am Reck bei der Turn-WM 2007 – Beispiel für schnelle Bewegung in dunkler Halle

Viele Kameras besitzen ein sogenanntes Sportprogramm. Die Kameraelektronik versucht hierbei, mit der schnellsten Verschlussgeschwindigkeit zu fotografieren. Die Blende wird dabei voll geöffnet, und damit wird die Belichtungszeit von Belichtungswert und von der eingestellten Lichtempfindlichkeit bestimmt. Diese wird erhöht, um eine Verkürzung der Belichtungszeit zu ermöglichen. Mit dieser Kameraautomatik entstehen – ausreichend Licht vorausgesetzt – relativ scharfe Bilder mit eingefrorenen Szenen und minimaler Schärfentiefe.

### Gestaltung
Die Position des Fotografen ist bei der Sportfotografie oft ein wichtiger Faktor. Bei Großveranstaltungen schießen professionelle Fotografen daher meistens von VIP-Spots aus, von der sie beste Ausblicke haben. In der Regel ist es wichtig, so nah wie möglich an das Geschehen heranzukommen. Die meisten Sportarten fordern von dem Fotografen eine gute Ausbildung, da die passenden Kameraeinstellungen in kürzester Zeit gefunden werden müssen, um spontane Unschärfe oder falsche Belichtung zu verhindern. Sportfotografie kann auch aus der Ferne durchgeführt werden. Auch diese Bilder können eine gute Wirkung auf den Betrachter haben.
Die Verschlusszeit ist entscheidend für das geschossene Foto. Ein häufiges Ziel ist es, Bilder mit minimaler Unschärfe zu erzielen, weshalb es ratsam ist, eine geringe Verschlusszeit zu verwenden. Eine besondere Technik ist das Panning, bei der die Fotos eine relativ hohe Schärfe bekommen. Dabei wird der Hintergrund in die Richtung der Bewegung verschwommen, welches ein Gefühl der Geschwindigkeit vermittelt.
Die Kameras werden vielfach manuell eingestellt. Bei großen Bildsensoren im Vollformat oder Mittelformat und lichtstarken Teleobjektiven wird die Blende leicht geschlossen, um eine hinreichend große Schärfentiefe zu erzielen.
Üblich ist die Verwendung von Lichtempfindlichkeiten bis zu ISO 3200 und höher. Entscheidend für scharfe Fotos sind bei den meisten Sportarten ein lichtstarkes Objektiv und ein schneller Autofokus. Bei Ballsportarten sollte außerdem die Brennweite lang genug sein, da der Fotograf in der Regel oft nicht nah am Geschehen ist.